# 166 km (przystanek kolejowy w obwodzie iwanofrankiwskim)
166 km (ukr. 166 км, ros. 166 км) – przystanek kolejowy w miejscowości Ottynia, w rejonie kołomyjskim, w obwodzie iwanofrankiwskim, na Ukrainie. Położony jest na linii Lwów – Czerniowce.